# Laccophilus aequatorius
Laccophilus aequatorius är en skalbaggsart som beskrevs av Peschet 1923. Laccophilus aequatorius ingår i släktet Laccophilus och familjen dykare. Inga underarter finns listade i Catalogue of Life.